# St. Anna (Hannover-Misburg)

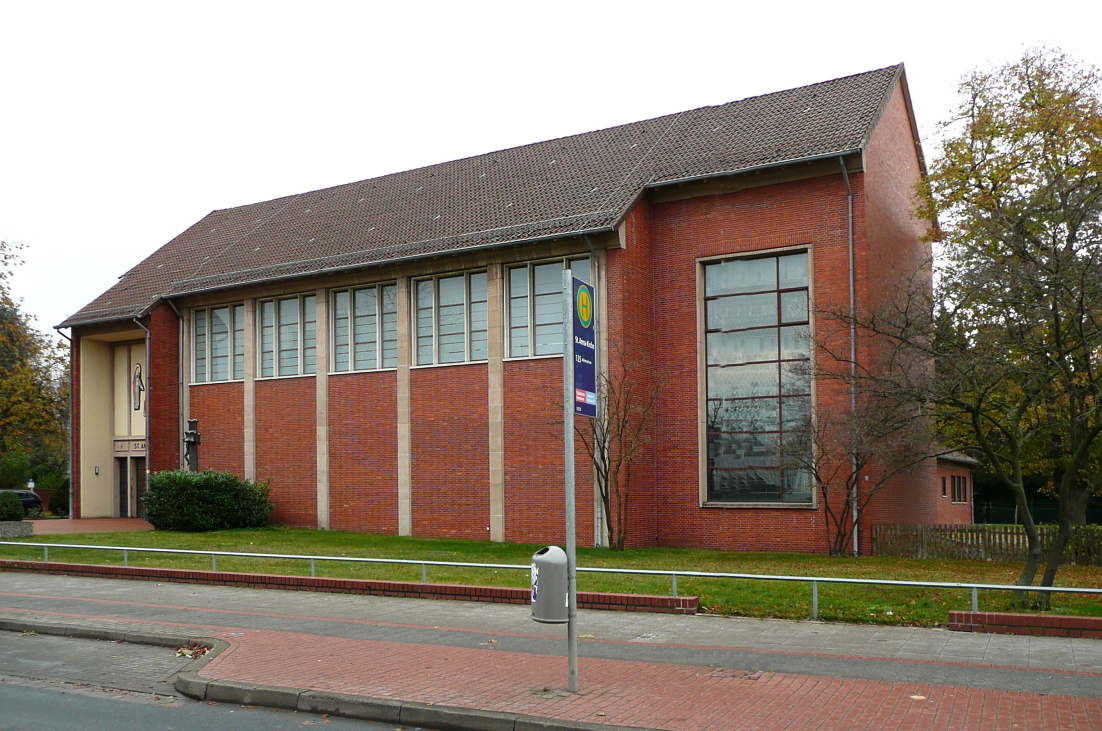
St. Anna

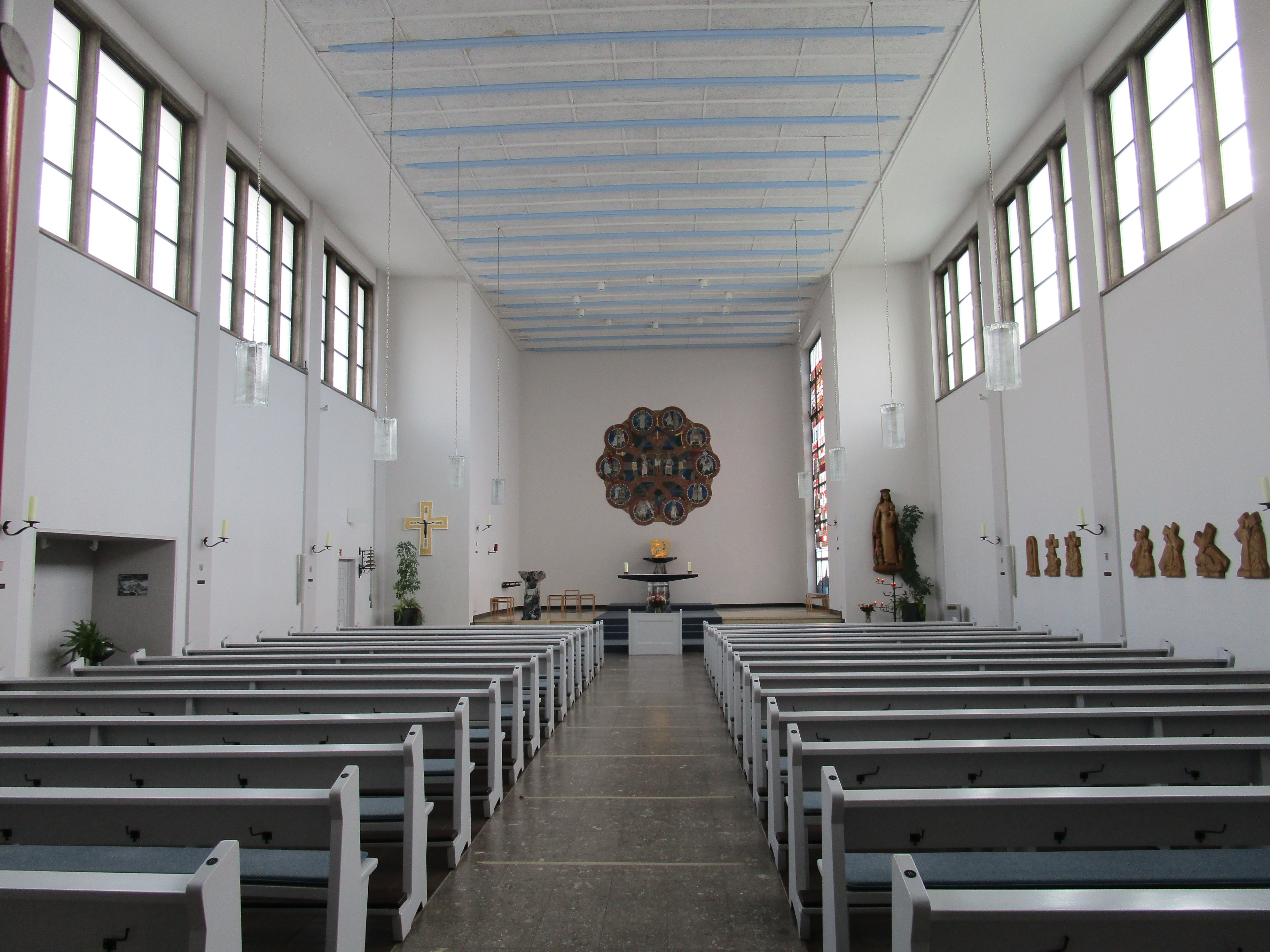
Innenraum

St. Anna ist eine römisch-katholische Filialkirche im Stadtteil Misburg der niedersächsischen Landeshauptstadt Hannover. Die 1956 geweihte Saalkirche trägt das Patrozinium der heiligen Anna, der Mutter Marias. Sie gehört zur Pfarrei St. Martin, Hannover-Ost, im Bistum Hildesheim.

## Geschichte
Für die katholischen Christen im Südosten Hannovers gab es seit 1905 die Herz-Jesu-Kirche in Misburg-Süd. 1932 wurde für Misburg-Nord am heutigen Kirchstandort, laut Grabungsfunden an der Stelle der abgegangenen Mudzborgh, eine nach der hl. Anna benannte Kapelle gebaut. Diese wurde 1944 durch Bomben zerstört und 1948 provisorisch wiederaufgebaut. 1953 begann der Bau der heutigen St.-Anna-Kirche. Die Weihe war am 23. September 1956. Bis 1959 standen auch das Pfarrheim und das Pfarrhaus. 1960 erfolgte die Erhebung zur Pfarrkirche, 2004 die Eingliederung in die neue Pfarrei St. Martin.

## Bauwerk
St. Anna ist eine turmlose, rechteckige Saalkirche aus Backstein mit Betonskelett. Der eingezogene, flach geschlossene Altarraum ist im Süden. Reihen rechteckiger Fenster unter der Dachtraufe beleuchten den Raum.
Das Innere ist weiß gefasst. Die Ausstattung ist überwiegend bauzeitlich. Erwähnenswert sind das Rundmosaik der Altarwand und das große Buntglasfenster auf der Westseite des Altarraums. Über dem Portal ist außen eine Darstellung der hl. Anna, die im Buch der heiligen Schriften Israels liest und gleichzeitig mit der Hand auf Maria mit dem Jesuskind weist.